# Chiesa di San Bernardino (Valbondione)
La chiesa di San Bernardino è il principale luogo di culto cattolico di Lizzola frazione di Valbondione dedicata a san Bernardino e con decreto del 15 agosto 1681 dal vescovo Daniele Giustiniani elevata a parrocchiale. La chiesa fa parte della diocesi di Bergamo inserita nel vicariato di Ardesio-Gromo. 

## Storia
Il primo cenno circa l'esistenza di una chiesa a Lizzola risale al 1565 quando il Vescovo Mons. Federico Cornaro vi celebrò la messa. Dieci anni più tardi, nel 1575, venne visitata dal delegato S. Carlo Borromeo che vide la precarietà della struttura. Dall'insieme di questi elementi si deduce che la vera prima chiesa di Lizzola venne edificata negli anni immediatamente successivi alla beatificazione di S. Bernardino da Siena, avvenuta nel 1450. Una leggenda narra che il Santo visitò Lizzola e sostò alla Cörna di Iò forse per incontrare i minatori che scendevano a valle. 
Il 12 settembre 1680, 17 capifamiglia della Contrada si riunirono davanti al notaio Albricci per dare inizio alle pratiche di separazione dalla matrice di Bondione. Veniva chiesto che la chiesa di San Bernardino venisse eretta in Chiesa Parrocchiale. Il vicario generale monsignor Pelliccioli, vista la petizione, il 1 febbraio 1681 emanò un decreto dove annuncia la separazione con la matrice di Bondione. Decreto che venne ufficialmente dichiarato definitivo dal vescovo Daniele Giustiniani.
..

Dopo la metà del XIX secolo l'edificio fu ampliato e nel secolo successivo fu costruita la bussola d'ingresso mentre nel 1950 fu elevata la torre campanaria. Negli ultimi anni del XX secolo la chiesa ebbe bisogno di ulteriori restauri, in particolare il rifacimento del solaio della sagrestia e con i restauri del presbiterio furono rinvenuti affreschi risalenti alla costruzione originaria
La chiesa risultava inserita nella vicaria di Vilmimore di Scalve, venendo poi a far parte di quella di Ardesio, successivamente a quella di Gromo e dal 27 maggio 1979 della vicaria di Ardesio-Gromo.

### Sequestro e recupero delle campane
Durante la Seconda Guerra Mondiale, con una circolare del Sottosegretariato di Stato per le Fabbricazioni di Guerra del 1942, le autorità tedesche fecero requisire e portare in deposito a Ponte Selva, le due campane della chiesa con l'obiettivo di fonderle e di trasformarle in armi. La notizia del sequestro portò scompiglio e tristezza ai Lizzolesi, i quali non poterono fare altro che guardare le proprie campane andar via sui carri dei tedeschi. Pochi giorni dopo si venne a sapere che le campane erano ancora ferme al deposito di Ponte Selva. Quindi, alcuni abitanti in una notte di settembre, decisero di andare a recuperarle con il tacito consenso delle Guardie e le riportarono a Lizzola. Vennero poi nascoste in fascine di legna fino al 1945. Al termine della guerra vennero riposte sul campanile.

## Descrizione

### Esterno
La chiesa è posta nel centro del borgo chiusa tra i fabbricati. La facciata a capanna è preceduta da un piccolo sagrato. L'ingresso con contorni in pietra arenaria è terminante con una trabeazione sempre in pietra. La parte superiore ha un'apertura ad arco a tutto sesto che illumina l'interno dell'edificio.
L'edificio presenta una zoccolatura lungo tutte le pareti in marmo.

### Interno
L'aula a navata unica conserva dipinti di diversi periodi. La pala dell'altare maggiore è un affresco raffigurante: Madonna col Bambino e santi ed è opera di Enrico Albrici di Vilminore; i santi Bernardino da Siena cui è intitolata la chiesa e san Lorenzo che è il santo patrono del capoluogo; i santi Margherita di Antiochia, Sebastiano, Rocco, Cristoforo e papa Pio V. 
Il presbiterio conserva anche due tele ovali opera di Giovanni Raggi. L'aula è ornata dai quadri opera del clusonese Giovanni Brighenti eseguiti nel 1850 raffiguranti il Sacro Cuore di Gesù con santi. L'artista iniziò anche gli affreschi della volta che furono poi ultimati dal figlio Antonio Brighenti nel 1866, aventi come soggetto l'Assunzione di Maria al Cielo, la Santissima. Trinità, la Natività di Gesù Cristo, l'Annunciazione e il Battesimo di Gesù. Antonio Brighenti firmò anche il dipinto Gesù che cade in vista del Calvario posto sulla lunetta dell'organo.
A sinistra vi è l'altare in legno intagliato e dorato, dedicato al santo Rosario che è sormontato da due colonne lignee dove è posta l'immagine della Madonna del Rosario, opera lignea dello scultore valtellinese Giovanni Giuseppe Piccini. L'altare in marmo dedicato a sant' Antonio da Padova fu eseguito dalla bottega dei Caniana. L'altare dell'Annunciazione, in legno e bronzo, è stato realizzato nel 1995 da Alberto Meli di Luzzana. 
Le statue conservate nella chiesa sono: San Luigi Gonzaga opera del 1884 del bergamasco Cristoforo Bettinelli, San Bernardino da Siena del 1885 e quella di Cristo che viene usata nelle processioni. La statua lignea di Santa Barbara è opera di Angelo Virgilio Vavassori.
L'organo è stato realizzato dalla famiglia Serassi nel 1859 e restaurato del 1990.